# 152 mm Type 41
Il 15 cm/50 Type 41 (50口径四十一式15cm砲?, 50-kōkei yonjū-ichi shiki 15-senchi hō) era un cannone navale da 152 mm, con canna lunga 50 calibri, impiegato dalla Marina imperiale giapponese durante la seconda guerra mondiale. Venne imbarcato, in casamatta, come armamento secondario degli incrociatori da battaglia classe Kongō  e delle navi da battaglia classe Fusō; in torretta binata equipaggiava la classe Agano. Il nome era dovuto all'anno di adozione, il 1908, 41º anno di regno dell'imperatore Meiji.

## Storia
Il Type 41 era la versione giapponese, curata dall'ingegnere Hata Chiyokichi, del Vickers 6 in/40 Mark M, prodotto in Inghilterra come armamento secondario della classe Kongō. Presso la Marina imperiale il pezzo originale inglese era denominato 6 in/50 Mark II, mentre la copia giapponese, adottata nel 1912, venne designata 6 in/50 Mark III. Con il passaggio al sistema metrico, il 5 ottobre 1917 il pezzo venne ridenominato 15 cm/50 Type 41.
Negli anni trenta gli incrociatori da battaglia Kongō vennero modernizzati ed i Type 41 vennero rimpiazzati dai nuovi pezzi a doppio impiego 127 mm Type 89. I pezzi da 152 mm vennero così stoccati, per essere riutilizzati sugli incrociatori leggeri classe Agano. Durante la guerra del Pacifico inoltre alcuni vennero installati nelle batterie costiere a difesa di Guam.

## Tecnica

### Bocca da fuoco
Le canne Mark II, prodotte dalla Vickers, erano costruite a filo avvolto, mentre le Mark III di produzione nipponica erano del tipo composito, a tre strati. Tutte le armi montavano un otturatore a vite interrotta. La vita utile della canna era di 500-600 colpi. L'angolo di caricamento era di +7°. Il munizionamento era a cartoccio sacchetto.

### Impianti
La classe Kongō era equipaggiata con 16 cannoni Mark M in casamatta, su affusto singolo a piedistallo Vickers P1. Le navi classe Fusō erano equipaggiate con 16 cannoni Mark III su affusti singoli in casamatta di produzione giapponese.
I tre impianti binati delle navi classe Agano, con cannoni distanziati ad un interasse di 155 cm, non erano vere torrette ma tecnicamente delle camere di combattimento completamente chiuse, con camera di manovra sottostante. I magazzini delle munizioni e quelli delle polveri erano situati sotto il ponte corazzato. Le munizioni erano movimentate manualmente dal magazzino agli elevatori; proietti e sacchetti di polvere propellente venivano quindi sollevati dallo stesso elevatore a cestello fino alla camera di manovra, localizzata sul ponte intermedio per gli impianti 1 e 3 e sul ponte superiore per l'impianto 2. Gli impianti 1 e 2 erano dotati di due elevatori, mentre il 3 di uno. Le munizioni venivano trasferite manualmente dagli elevatori alle camere di manovra, tramite un portello stagno; da qui i proietti venivano sollevati nelle camere di combattimento da argani a spinta, mentre i sacchetti a mano. Il caricamento era manuale, come lo spolettamento, effettuato tramite una macchina spolettatrice vicino alla cucchiaia di caricamento. Anche se gli impianti binati raggiungevano un'elevazione di 55°, il tiro antiaereo era reso molto problematico dalla bassa cadenza di tiro, dovuta al caricamento manuale.
| Tipo                             | Elevazione | Brandeggio  | Classi di navi       |
| piedistallo singolo in casamatta | -5°/+30°   | -70°/+70°   | Kongō (16) Fusō (16) |
| torre binata                     | -5°/+55°   | -150°/+150° | Agano (3×2)          |

## Munizionamento
Il cannone sparava una munizione di tipo separato, con carica propellente in sacchetti di tela: la carica standard era costituita da 12,4 kg di polvere 37DC. Oltre a due tipi di granata ad alto esplosivo ed al proietto illuminante, nel 1943 venne introdotta una munizione antisommergibile (ASW), capace di penetrare 80 mm di corazzatura a 8 m di profondità (quota periscopio dei sommergibili dell'epoca).
| Tipo | Nome   | Peso, kg | Lunghezza, mm | Carica esplosiva, kg | Velocità alla volata, m/s | Gittata, m          |
| ---- | ------ | -------- | ------------- | -------------------- | ------------------------- | ------------------- |
| HE   | Type 0 | 45,36    | 580           | 2,9                  | 850-855                   | 21.000              |
| HE   | Type 4 | 45,36    | 572           | 2,7                  | 850-855                   | 21.000              |
| ASW  |        | 51,3     | 600           | 2,9                  | 250                       | min: 800 max: 4.200 |